# Iivo Härkönen
Iivo Járkönen (Suistamo, Carèlia 1882- Hèlsinki 1941) fou un lingüista, periodista i escriptor carelià, membre d'una família de cantants de runes i encoratjadors dels festivals de Sortavala. Lector d'Alfons Daudet, Heinrich Heine, Miguel de Cervantes, Ivan Turguénev i Henryk Sienkiewicz. Es graduà com a mestre el 1906 i va recollir poemes en carelià a “Karjalan kirja” (Llibre de Carèlia) per a la Societat Literària Finlandesa. Les seves primeres narracions, Pooukko i Laatokka, foren publicades a Nuori Karjala, des d'on impulsà la literatura careliana.
Del 1906 al 1938 fou cap de la Karjalan Sivistysseura (Associació Cultural Carèlia), i amb Eino Leino i altres autors finlandesos creà l'associació Kirjallinen Työ (1917) per a desenvolupar alhora treball literari i artístic manual. El 1918 es va establir a Hèlsinki i treballà com a funcionari al ministeri d'educació i en d'afers carelis de l'est. Publicà els reculls de poesia popular Runonlaulajia (1926) i Hirveähiihtämässä (1928).

## Obres
- Karjalan kirja. 1909–1910,
- Temppelijuhla, runoja. 1916
- Itäinen vartio. Lukuja vanhasta Karjalasta. 1920
- Karjalan heimotyö. 1926
- Suomen Karjala. 1926
- Runonlaulajia, vanhan runon viimeinen miespolvi itäisellä suomenäärellä. 1926
- Runon hirveä hiihtämässä. 1928
- Karjala Suomen kirjallisuudessa. 1932
- Juhlahattu, romaani Raja-Karjalaisesta praasniekan vietosta. 1935
- Suomenkielisen kreikkalaiskatolisen kirjallisuuden alkuvaiheita. 1936
- Osaveljet. 1940
- Suomen Termopylai. 1940
- Satuja Matista ja peikosta sekä Metsolan väestä. 1957